# 埃米嫩斯 (堪薩斯州)
埃米嫩斯（英語：Eminence）為位在美國堪薩斯州芬尼縣的一座鬼鎮。

## 歷史
埃米嫩斯設立於1887年。
埃米嫩斯的郵政局於1887年6月設立，直到1942年結束營運。

## 外部連結
- Finney County Maps: Current （页面存档备份，存于）, Historic（页面存档备份，存于）, KDOT